# Gardasøen
Gardasøen (ital. Lago di Garda) er Italiens største sø. Den ligger i den nordlige del af landet mellem byerne Venedig og Milano. Den blev skabt af gletsjere ved slutningen af sidste istid.
Gardasøen er en stor turistmagnet med mange hoteller og campingpladser langs bredden; hvilket gør det til et populært rejsemål for danskerne.
Der er flere måder at komme til Gardasøen. Man kan køre de godt 1.400 kilometer dertil, hvilket tager omkring 15 timer (afhængig af trafikken i specielt Tyskland). Alternativt er det også muligt at flyve til f.eks. Milano og fortsætte til Gardasøen i en lejebil .
Gardasøen ligger mellem de to regioner Veneto og Lombardiet på hhv østlige og vestlige side af søen, samt regionen Trentino-Alto Adige mod nord.

## Rundt om søen
Byerne rundt om søen, startende med Riva i nord og dernæst nævnt i urets retning, er:
- Riva del Garda (T)
- Nago-Torbole (T)
- Navene (V)
- Malcesine (V)
- Brenzone (V)
- Torri del Benaco (V)
- Garda (V)
- Bardolino (V)
- Lazise (V)
- Peschiera del Garda (V)
- Colombare (L)
- Sirmione (L)
- Desenzano del Gardo (L)
- Padenghe sul Garda (L)
- Moniga (L)
- Manerba (L)
- Salò (L)
- Gardone Riviera (L)
- Toscolano-Maderno (L)
- Gargnano (L)
- Limone sul Garda (L)

(T) betyder, at byen ligger i regionen Trentino-Alto Adige
(V) betyder, at byen ligger i regionen Veneto
(L) betyder, at byen ligger i regionen Lombardiet
45°38′N 10°40′Ø / 45.633°N 10.667°Ø

## References
1. ↑  FDM Travel - Gardasøen er ikke kun for kør-selv turister

|  | Infoboks uden skabelon Denne artikel har en infoboks dannet af en tabel eller tilsvarende. |